# 82. ваздушно-десантска дивизија
82. ваздушно-десантска дивизија је америчка пешадијска дивизија стационирана у Форт Брагу, Северна Каролина. Подређена је 18. ваздушно-десантском корпусу.